# 탠디 1400 LT

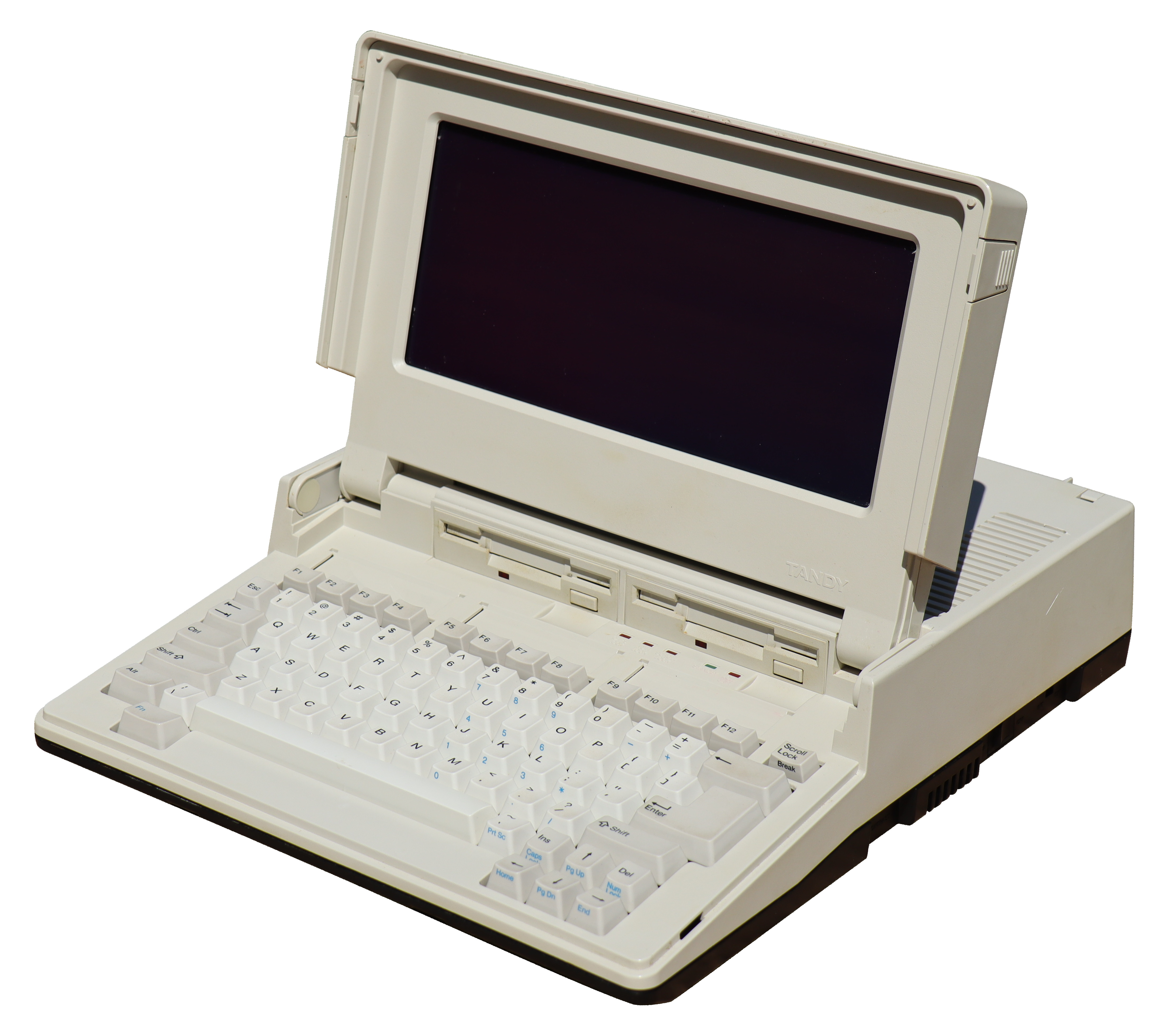

탠디 1400 LT(Tandy 1400 LT)는 탠디 코퍼레이션에서 판매한 최초의 MS-DOS 호환 랩톱이다. 1987년 11월에 출시된 이 제품은 3.5인치 플로피 드라이브 2개와 내부 배터리로 구동되는 플립업 흑백 LCD 화면을 갖추고 있었다.

## 특징
1400LT(카탈로그 번호 25-3500)에는 각각 720KB 용량의 3.5인치 플로피 디스켓 2개가 들어 있다. 프로세서는 IBM PC 프로그램과의 호환성을 위해 7.16MHz 또는 4.77MHz의 클럭 속도를 갖춘 Intel 8088 호환 NEC V20이었다. 시스템에는 768KB의 RAM이 함께 제공된다. 선택적 8087 숫자 보조 프로세서용 소켓이 제공되었다. 백라이트 흑백 LCD 화면의 해상도는 640 x 200 픽셀이었고 IBM CGA와 호환되었으며 색상을 회색조로 매핑했다. 지원되는 텍스트 모드에는 80 × 25 및 40 × 25가 포함된다.
컴퓨터에는 병렬 프린터 포트, 9핀 RS-232 직렬 포트, 외부 컬러 모니터용 소켓 및 복합 비디오 출력이 함께 제공된다. 시스템에는 PC XT 스타일 외부 키보드를 수용할 수 있는 DIN 소켓도 있었다. 선택 사항인 내부 1200보드 모뎀 또는 기타 장치를 설치할 수 있는 내부 슬롯 2개도 들어간다. 시스템에는 배터리로 지원되는 실시간 시계가 내장되어 있었다.
시스템은 내부 배터리를 충전하는 외부 어댑터를 사용하여 AC 전원으로 작동할 수 있다. 시스템은 사용자가 교체할 수 있는 배터리로 약 4시간 동안 작동할 수 있다.
장치의 무게는 약 5kg(13.5lbs)이고 닫았을 때 크기는 약 3.5 by 14.5 by 12.5 인치 (8.9 by 36.8 by 31.8 cm)였다.
도입 당시 컴퓨터 정가는 US$1599였다.
데스크탑 시스템과의 데이터 교환을 위해 Tandy는 나중에 외장 5.25인치 디스켓 드라이브를 제공했다.
나중에 수정된 디자인은 더 가볍고 복합 비디오 포트가 생략되었으며 외부 플로피 드라이브 커넥터가 있는 1400 FD였다. 1400 HD는 FD와 유사하지만 내부 플로피 드라이브 하나를 20MB 하드 드라이브로 교체했다. 1400 제품군의 모든 구성원은 1991년 이후 라디오셱 카탈로그에서 제외되었다.